# Telescopi rifrattori più grandi del mondo

## I più grandi telescopi rifrattori del mondo
| Osservatorio                                                       | Diametro obiettivo (cm) | Lunghezza focale (m) | Anno di costruzione | Note |
| Telescopio dell'Expo di Parigi 1900, Parigi, Francia               | 125                     | 57                   | 1900                | Mai entrato in funzione a causa di problemi meccanici dovuti alla sua enorme lunghezza focale.                               |
| Osservatorio di Yerkes (Williams Bay, Wisconsin, Stati Uniti)      | 102                     | 19,4                 | 1897                | |
| Osservatorio di Lick (Monte Hamilton, California, Stati Uniti)     | 91                      | 17,6                 | 1888                | |
| Osservatorio di Parigi (Meudon, Francia)                           | 83 + 62                 | 16,2                 | 1891                | Telescopio doppio |
| Osservatorio di Potsdam (Potsdam, Germania)                        | 80                      | 12                   | 1899                | |
| Osservatorio della Costa Azzurra (Nizza, Francia)                  | 76                      | 17,9                 | 1887                | |
| Osservatorio Allegheny (Pittsburgh, Pennsylvania, Stati Uniti)     | 76                      | 14,1                 | 1914                | |
| Osservatorio di Pulkovo (San Pietroburgo, Russia)                  | 76                      | 12,8                 | 1885                | Distrutto nel 1944 durante l'Assedio di Leningrado                                                                           |
| Osservatorio Reale di Greenwich (Greenwich, Londra, Gran Bretagna) | 71                      | 8,5                  | 1894                | |
| Osservatorio di Vienna (Vienna, Austria)                           | 69                      | 10,5                 | 1878                | |
| Osservatorio di Berlino (Berlino, Germania)                        | 68                      | 21                   | 1896                | |
| Osservatorio di Johannesburg (Johannesburg, Sudafrica)             | 67                      | 10,9                 | 1925                | |
| Osservatorio McCormick (Monte Jefferson, Virginia, Stati Uniti)    | 67                      | 9,9                  | 1883                | |
| Osservatorio Reale di Greenwich (Greenwich, Londra, Gran Bretagna) | 66                      | 6,8                  | 1897                | |
| Osservatorio Navale degli Stati Uniti (Washington, Stati Uniti)    | 66                      | 9,9                  | 1873                | |
| Osservatorio del Monte Stromlo (Monte Stromlo, Australia)          | 66                      | 10,8                 | 1925                | Precedentemente situato in Sudafrica, è stato trasferito in Australia nel 1952. Distrutto da un incendio il 18 gennaio 2003. |